# Karageorgevitjs stjärnas orden

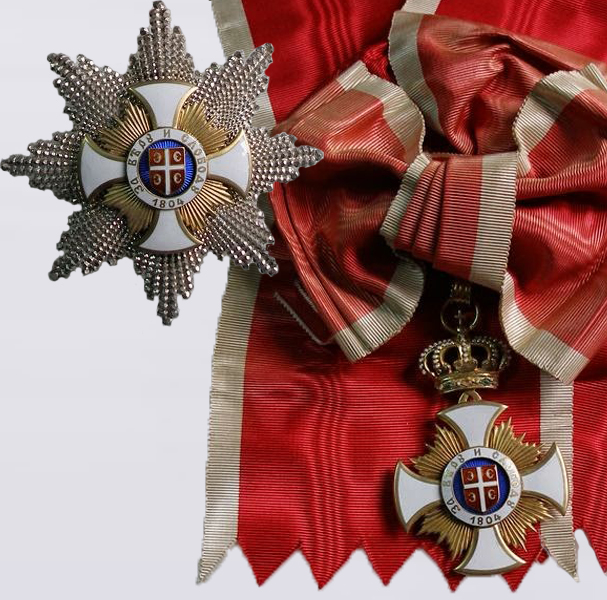
Karageorgevitjs stjärnas orden

Karageorgevitjs stjärnas orden (serbiska: Orden Karađorđeve zvezde, Орден Карађорђеве звезде) var en serbisk orden i fyra klasser instiftad den 1 januari 1904 av kung Peter I.
Den militära versionen instiftades den 28 maj 1915 (Karageorgevitjs stjärnas orden med svärd). Orden upphävdes att utdelas efter att Socialistiska förbundsrepubliken Jugoslavien etablerades efter andra världskriget, och återinstiftades i Serbien 2009. Det är nu den högsta civila utmärkelsen som utdelas av Republiken Serbien.